# Łownica
Łownica – wieś w Polsce położona w województwie świętokrzyskim, w powiecie opatowskim, w gminie Lipnik.
W latach 1975–1998 miejscowość administracyjnie należała do województwa tarnobrzeskiego.